# Ordine Nazionale del 27 Giugno
L'Ordine Nazionale del 27 Giugno è un'onorificenza di Gibuti.

## Storia
L'Ordine è stato fondato il 27 giugno 1977, giorno dell'indipendenza del paese, al quale è intitolato.

## Classi
L'Ordine dispone delle seguenti classi di benemerenza:
- Commendatore
- Ufficiale
- Cavaliere

## Insegne
- Il nastro è bianco con strisce rosse, verdi e azzurre.